# 10702 Арізоркас
10702 Арізоркас (1981 QD, 1981 SR, 1996 PU8, 1998 BP13, 10702 Arizorcas) — астероїд головного поясу, відкритий 30 серпня 1981 року.
Тіссеранів параметр щодо Юпітера — 3,478.